# أنتوني لويس (لاعب كريكت)
أنتوني لويس (29 سبتمبر 1932 في المملكة المتحدة - ) (بالإنجليزية: Anthony Lewis)‏ هو لاعب كريكت بريطاني. لعب مع نادي مقاطعة ستافوردشاير للكريكت ‏ ونادي جامعة كامبريدج للكريكيت ‏.

## وصلات خارجية
- أنتوني لويس على موقع إي آس بي آن كريك إنفو (الإنجليزية)